# Zodiacal Catalogue
Der Zodiacal Catalogue oder ZC ist ein Sternkatalog für 3.539 ekliptiknahe Sterne.
Er wurde vom amerikanischen Astronom James Robertson erstellt und 1940 publiziert. Er dient vor allem für Sternbedeckungen durch den Mond bzw. (seltener) durch Planeten. Der Katalog umfasst Sterne bis 9. Magnitude in der Himmelszone knapp 6° beidseits der Ekliptik, deren Positionen am USNO durch Meridiankreis-Messungen 1928–1930 bestimmt und auf das Äquinoktium 1950,0 reduziert wurden.
Durch die hohe Präzision von Okkultations-Beobachtungen ab etwa 1900 konnten genauere Sternörter gemessen werden als mit allen bis dahin entwickelten Methoden. Auch die Entdeckung sehr enger Doppelsterne und sogar die Messung von Sterndurchmessern ist möglich. 
Ein moderner, viel größerer Sternkatalog für diese Zwecke ist der USNO-SA2.0 mit etwa 50 Millionen Sternen. 